# Rhyncomya navarrica
Rhyncomya navarrica är en tvåvingeart som beskrevs av Gonzalez-mora och Peris 1988. Rhyncomya navarrica ingår i släktet Rhyncomya och familjen Rhiniidae.
Artens utbredningsområde är Spanien. Inga underarter finns listade i Catalogue of Life.